# William Thomas Cosgrave
William Thomas Cosgrave (irl. Liam Tomás Mac Cosgair; ur. 6 czerwca 1880 w Dublinie, zm. 16 listopada 1965 tamże) – irlandzki polityk, przewodniczący Rady Wykonawczej, ojciec Liama Cosgrave’a.
Cosgrave od sierpnia do grudnia 1922 roku zastępował Michaela Collinsa jako przewodniczący irlandzkiego rządu tymczasowego. W sierpniu 1922 zastąpił również Arthura Griffitha po jego śmierci, na stanowisku prezydenta Rady Wykonawczej (premiera) Wolnego Państwa Irlandzkiego, którą piastował do 1932 roku.